# Воронин, Сергей Александрович
Серге́й Алекса́ндрович Воро́нин (укр. Сергій Олександрович Воронін; род. 24 марта 1987, Киев) — украинский футболист, защитник

## Биография
Сергей родился 24 марта 1987 года в Киеве. Его отец работал в «Киевэнерго», а мать в одной из гостиниц города. Отец Сергея увлекался — футболом, хоккеем и борьбой и именно он привёл его в футбольную секцию.
Начинал играть в футбол в школе «Восход», первый тренер Виктор Григорьевич Новак. Затем Александр Васильевич Петраков пригласил его в школу «Динамо».
В ДЮФЛ выступал за киевские команды — «Арсенал», «Динамо» и «Отрадное».

### Клубная карьера
Зимой 2004 года попал в «Динамо-3», команда выступала во Второй лиге Украины. Свой первый профессиональный контракт подписал с киевским «Динамо», 24 марта 2005 года в день своего 18-летия.
Всего за «Динамо-3» он сыграл 28 матчей и забил 2 гола. В 2005 году провёл 5 матчей за «Динамо-2» в Первой лиге. Первую половину сезона 2006/07 провёл на правах аренды в киевском ЦСКА и сыграл 5 матчей в команде.
В августе 2007 года перешёл на правах свободного агента в польскую «Лехию» из Гданьска, подписав годичный контракт. Однако за основной состав Воронин так и не сыграл, тренируясь в основном с резервной командой. Также Воронин играл за вторую команду бухарестского «Динамо».
Летом 2008 года перешёл в «Княжу-2», в команде провёл 18 матчей и забил 1 мяч. Зимой 2009 года перешёл в «Нафком» из города Бровары, где тренером был Олег Федорчук. В «Нафкоме» он провёл полгода и сыграл 10 матчей и забил 4 гола. После того как команда лишилась статуса профессиональной он подписал контракт с винницкой «Нивой», где тренером был бывший наставник «Нафкома» Федорчук. В сезоне 2009/10 вместе с командой стал серебряным призёром Второй лиги Украины и вышел в Первую лигу. Также в этом сезоне вместе с командой выиграл первый Кубок украинской лиги, в финале «Нива» обыграла «Горняк-Спорт» (4:0). Воронин был назван — лучшим игроком и лучшим защитником «Нивы» в этом сезоне. Всего за клуб он провёл 37 матчей и забил 5 мячей.
Зимой 2011 года побывал на просмотре в одесском «Черноморце», но команде не подошёл. В конце февраля 2011 года прибыл на просмотр в «Севастополь», позже он был заявлен за клуб. 3 марта 2011 года дебютировал в Премьер-лиге Украины в матче против донецкого «Шахтёра» (0:1), Воронин вышел на 62 минуте вместо Вадима Болохана.
В июле 2014 года подписал контракт с луцкой клуба «Волынью». В команде взял 5 номер. Летом 2015 года был заявлен за новичка чемпионата Украины, днепродзержинскую «Сталь», которая заняла место обанкротившегося донецкого «Металлурга». В новом клубе он взял 7 номер. В составе команды дебютировал в игре первого тура чемпионата Украины 2015/16 против киевского «Динамо», Воронин отыграл весь матч, однако «Сталь» проиграла со счётом (1:2). 16 февраля 2018 года официальный сайт клуба Первой лиги «Сумы» объявил о том, что Воронин присоединился к команде

### Карьера в сборной
В январе 2005 года в составе юношеской сборной Украины до 19 лет участвовал на мемориале Валентина Гранаткина. Тогда Украина стала серебряным призёром турнира. Всего за сборную до 19 лет он провёл 5 матчей.

## Достижения
- Победитель Первой лиги Украины: 2012/13
- Серебряный призёр Второй лиги Украины: 2009/10
- Обладатель Кубка украинской лиги: 2009/10

## Личная жизнь
Со своей девушкой поженился в ноябре 2010 года.